# ㄳ
是一個諺文字母，由ㄱ和ㅅ組成。ㄳ並不出現於音節首（初聲），而只用於音節尾（終聲）。
以為例。當單獨存在時，該字的字尾僅發音，而不發音。但若其後接有以（不發音的初聲字母）開頭的字，則ㅅ會和後面的字合併，並發音。如以下例子：

## 字符編碼
| 種類                | 種類         | 用途   | Unicode | HTML     |
| ------------------- | ------------ | ------ | ------- | -------- |
| 諺文相容字母        | 諺文相容字母 | ㄳ     | U+3133  | &#12595; |
| 諺文字母 應用       | 初聲         | （無） | （無）  | （無）   |
| 諺文字母 應用       | 終聲         |        | U+11AA  | &#4522;  |
| 漢陽私人 使用區應用 | 初聲         | （無） | （無）  | （無）   |
| 漢陽私人 使用區應用 | 終聲         |        | U+F870  | &#63600; |
| 半形字母            | 半形字母     | ﾣ      | U+FFA3  | &#65443; |